# Wang Daohan

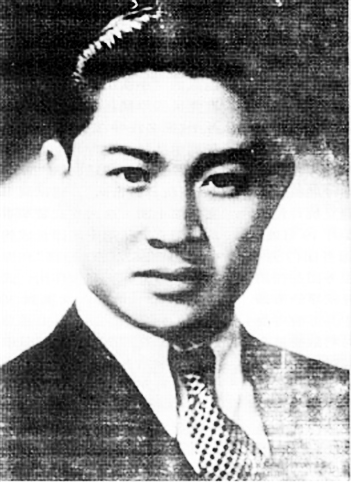
Wang Daohan

Wang Daohan (chinesisch 汪道涵, Pinyin Wāng Dàohán; * 7. März 1915 in Bezirk Juashan, Anhui; † 24. Dezember 2005) war ein chinesischer Hochschullehrer und Politiker der Kommunistischen Partei Chinas (KPCh), der unter anderem von 1981 bis 1985 Bürgermeister der Stadt Shanghai war. Er war später von 1991 bis zu seinem Tode 2005 Präsident der Gesellschaft für die Beziehungen zwischen beiden Seiten der Taiwan-Straße und spielte in dieser Funktion eine maßgebliche Rolle in der Entwicklung der Beziehungen zu Taiwan.

## Leben
Wang Daohan, der ein Studium an der Jiaotong-Universität Shanghai absolvierte, trat 1938 der Kommunistischen Partei Chinas (KPCh) als Mitglied bei und fungierte in der Endphase des Chinesischen Bürgerkrieges zwischen 1946 und 1949 als stellvertretender Direktor der Fluss-Verwaltungsbehörde für den Huai He in der Grenzregion Anhui und Jiangsu. Nach der Gründung der Volksrepublik China am 1. Oktober 1949 befasste er sich mit Handels- und Investitionsangelegenheiten und wurde 1965 Vize-Minister in der Staatskommission für auswärtige Wirtschaftsbeziehungen mit ausländischen Staaten. 1979 übernahm er die Funktionen als Vize-Vorsitzender der Staatlichen Kommission für Auslandsinvestitionen sowie zugleich als Vize-Vorsitzender der Staatlichen Kommission für Importe und Exporte. 
Nachdem er von 1980 bis 1981 Vize-Bürgermeister war, wurde Wang im April 1981 Nachfolger von Peng Chong als Bürgermeister der Stadt Shanghai. In dieser Funktion trug er nachhaltig zum Erfolg der wirtschaftlichen Reformen von Deng Xiaoping bei, in dem er diesen aktiv zu ausländischen Investitionen und Gemeinschaftsunternehmen ermutigte. Nachdem er im Juli 1985 als Bürgermeister zurückgetreten war, überzeugte er Parteifunktionäre dazu, seinen Mitarbeiter Jiang Zemin zum Nachfolger zu berufen, der später Generalsekretär der Kommunistischen Partei Chinas wurde.
Nach der Gründung der Gesellschaft für die Beziehungen zwischen beiden Seiten der Taiwan-Straße ARATS (Association for Relations Across the Taiwan Straits) am 16. Dezember 1991 übernahm Wang Daohan die Funktion als deren Präsident und behielt diese bis zu seinem Tode am 24. Dezember 2005. Er spielte in dieser Funktion eine maßgebliche Rolle in der Entwicklung der Beziehungen zu Taiwan. Trotz mehr als vierzigjähriger Feindschaft war der Dialog mit der taiwanesischen Straits Exchange Foundation (SEF) anfangs vielversprechend. 1992 erreichten Vertreter beider Organisationen eine Übereinkunft über die schwierige Frage des „Ein-China-Prinzips“, obwohl es eine Übereinkunft war, die sehr unterschiedlich interpretiert wurde. Im April 1993 kam es zu einem weiteren Treffen der beiden Organisationen in Singapur. Es handelt sich dabei um das erste Treffen von Wang mit Koo Chen-fu, dem Vorsitzenden der Straits Exchange Foundation. Die beiden etwa gleichaltrigen Männer, kultiviert und beide sehr stolz auf ihre chinesische Abstammung, nahmen auch schnell eine persönliche Beziehung auf. Allerdings waren stärkere Kräfte aktiv, wobei insbesondere in Taiwan die Vorstellung einer Wiedervereinigung mit dem kommunistischen China wenig populär war. Im Oktober 1998 trafen sich Wang und Koo zu zweiten offiziellen Gesprächen in Shanghai und erzielten dabei einen Konsens über vier Punkte, die auch politische Fragen der Formosastraße betrafen. Zuletzt empfing Wang 2005 die Oppositionspolitiker Lien Chan von der Kuomintang sowie James Soong von der Qinmindang.

## Weblink
- Yuwu Song: Biographical Dictionary of the People's Republic of China, McFarland, 2013, ISBN 0-7864-3-5828, S. 299 f. (Online-Version)